# يونس دلفي
یونس دلفی (2 أكتوبر 2000 بالسوس في إيران - ) هو لاعب كرة قدم إيراني في مركز الوسط.

## روابط خارجية
- يونس دلفي على موقع قاعدة بيانات كرة القدم.إي يو (الإنجليزية)
- يونس دلفي على موقع Soccerway.com (الإنجليزية)